# Cullami
Cullami – singel Emmy Marrone, wydany 19 listopada 2010, pochodzący z albumu A me piace così. 
Autorem tekstu i kompozycji jest Roberto Casalino. Za produkcję utworu odpowiadał Pino Perris.
Singel był notowany na 23. miejscu na liście pięćdziesięciu najlepiej sprzedających się singli we Włoszech.

## Notowania

### Pozycja na liście sprzedaży
| Kraj   | Notowanie (2010) | Najwyższa pozycja |
| ------ | ---------------- | ----------------- |
| Włochy | FIMI             | 23                |